# Trossin
Trossin è un comune di 1.391 abitanti della Sassonia, in Germania.
Appartiene al circondario (Landkreis) della Sassonia settentrionale (targa TDO) ed è parte della comunità amministrativa (Verwaltungsgemeinschaft) di Dommitzsch.

## Collegamenti esterni

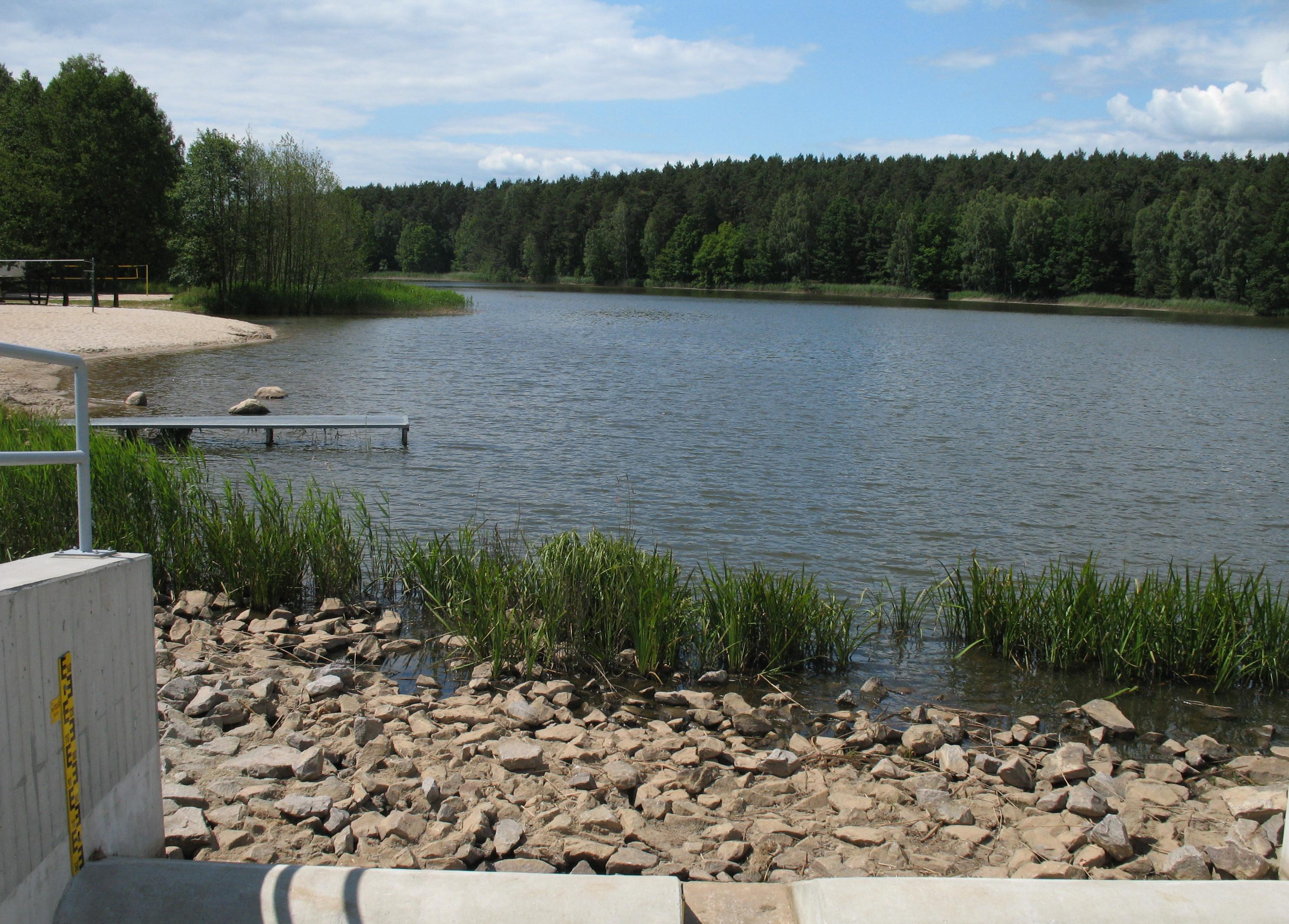
Lago artificiale